# Église Saint-Rémi de Charleville-Mézières
Pour l’article homonyme, voir Église Saint-Rémi.
L'église Saint-Remi est située, rue de l'Eglise, à Charleville-Mézières, dans le département des Ardennes.

## Historique
En 1616, Charles de Gonzague fonde l'ordre équestre de la Milice Chrétienne qu'il installe dans le Grand Prieuré du même nom dans la rue Saint-Michel (actuelle rue de l'Eglise). Le projet initial n'aboutit pas et seule la moitié des bâtiments du prieuré est finalement édifiée. 
L'avortement du projet de cathédrale voulue par Charles de Gonzague fait que Charleville est dépourvue d'église paroissiale. C'est donc la chapelle du prieuré de la Milice Chrétienne qui est reconvertie en église paroissiale. Agrandie au XVIIIe siècle, elle est dans un état de dégradation très avancé lorsque dans les années 1850, le conseil municipal de Charleville décide de la construction d'une église paroissiale digne de ce nom.
Un premier projet de Gautiez en style néo-gothique, d'abord avalisé par le comité des inspecteurs généraux en 1856, est finalement rejeté. C'est dans les années 1860 que l'église Saint-Remi est construite, d'après des plans de l'architecte diocésain Jean François Racine, sur l'emplacement de l'ancienne chapelle du grand prieuré de la milice chrétienne. L'édifice, de style néo-roman, est terminé en 1863.

## Construction et aménagements
D'abord consacrée sous le vocable de Notre-Dame Saint-Remi elle abandonne le vocable de Notre-Dame lors de la fusion, en 1966, de Charleville, avec les cinq communes voisines : Étion, Le Theux, Mézières, Mohon et Montcy-Saint-Pierre. En effet la fusion des 6 communes provoque le dédoublement d'un certain nombre de voie et de bâtiments portant le même nom. Le vocable d'église Notre-Dame est donc laissé à la basilique Notre-Dame d'Espérance de Mézières. Seule la dédicace à saint Remi est conservé, souvenir de l'ancienne chapelle.
Les deux cloches originales, Clémentine et Sophie, pesant plus de 1 200 kg chacune, ont été fondues par les Allemands pendant la Seconde Guerre mondiale et remplacées. Les tuyaux des orgues de l’église furent réquisitionnés et enlevés par les allemands le 4 août 1917.
La rosace du portail, œuvre de l'atelier Maréchal de Nancy, a été médaillée à l'exposition de Londres en 1862.

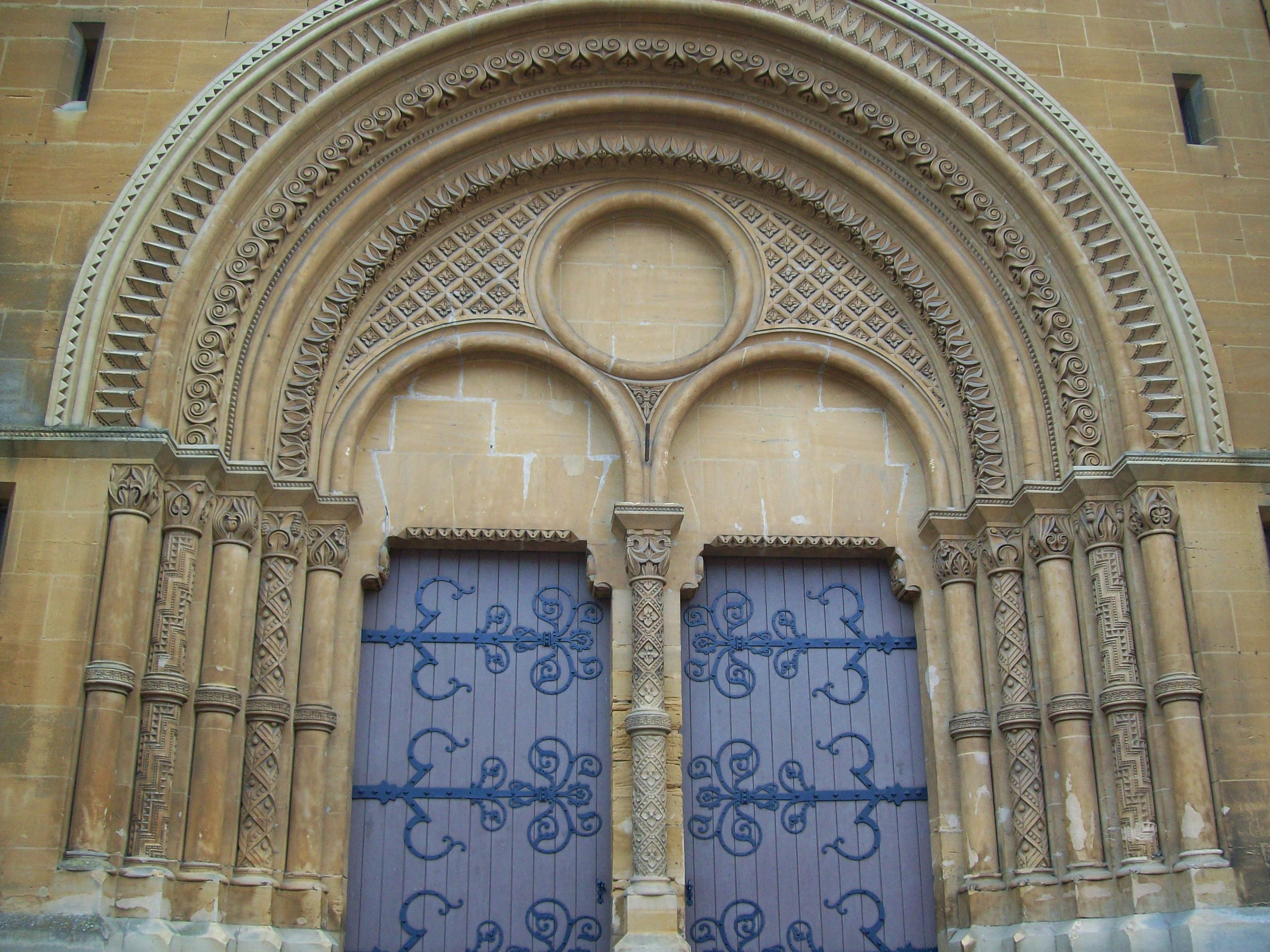
Portail
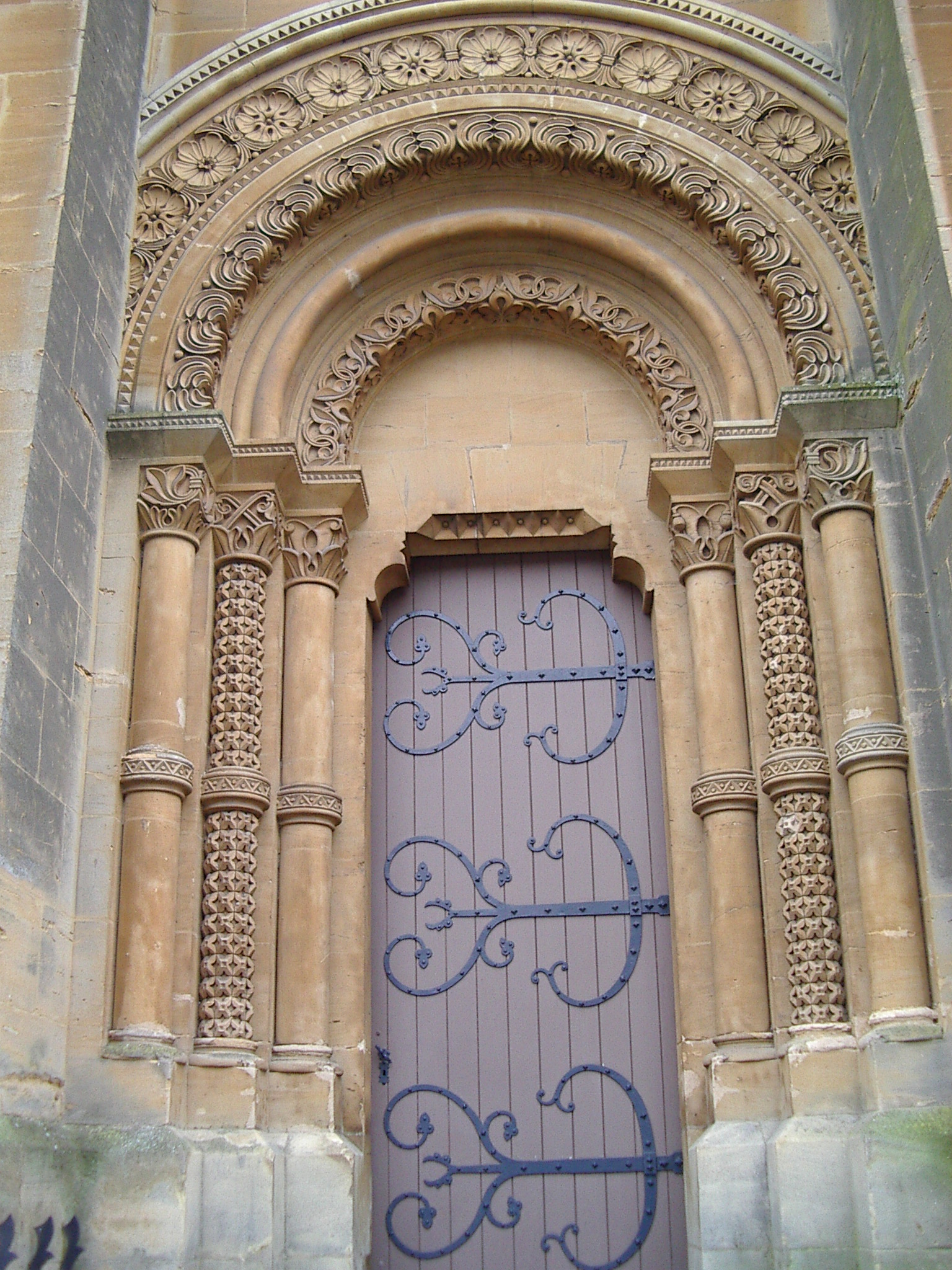
Porte latérale
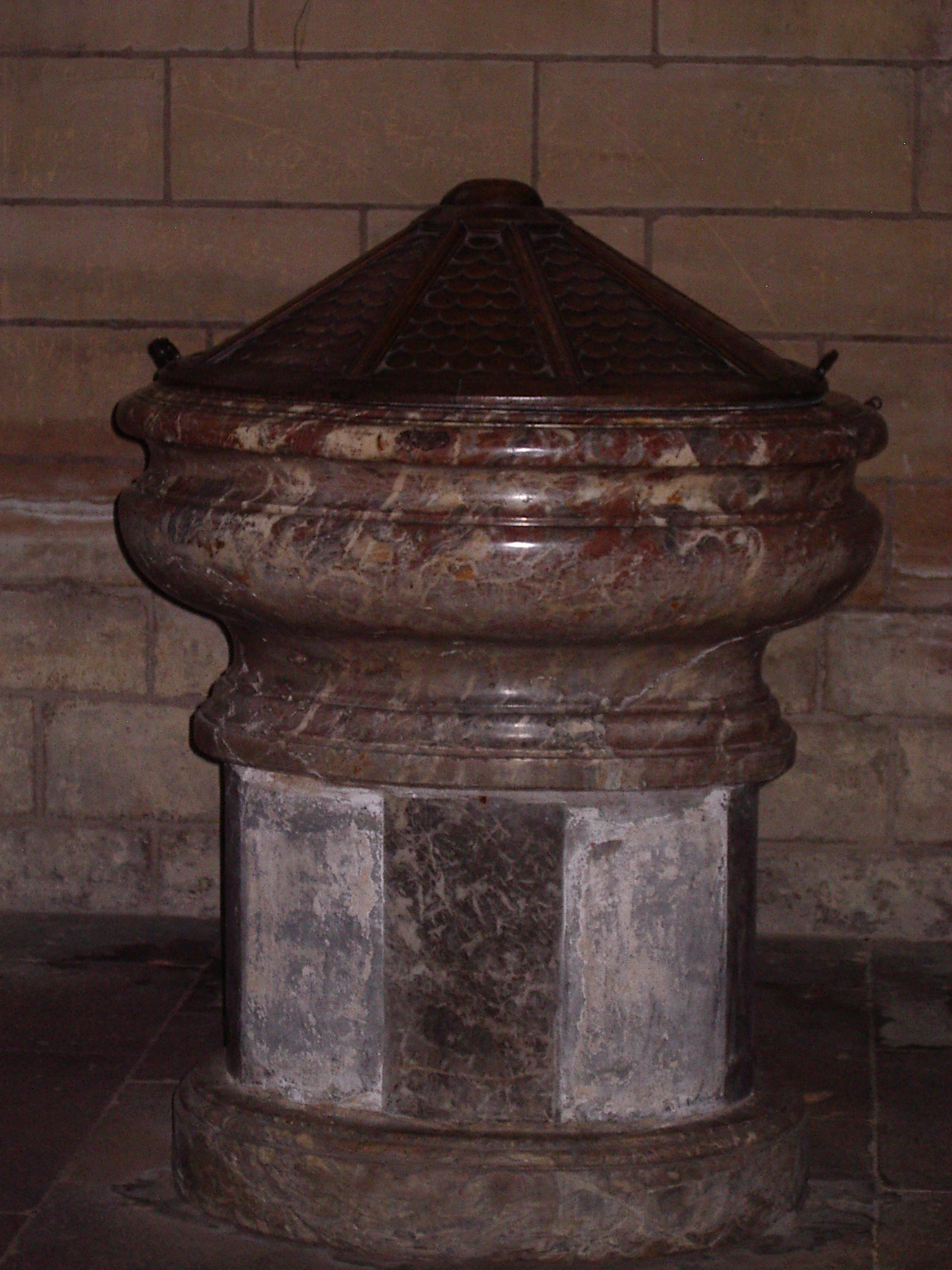
Fonts Baptismaux
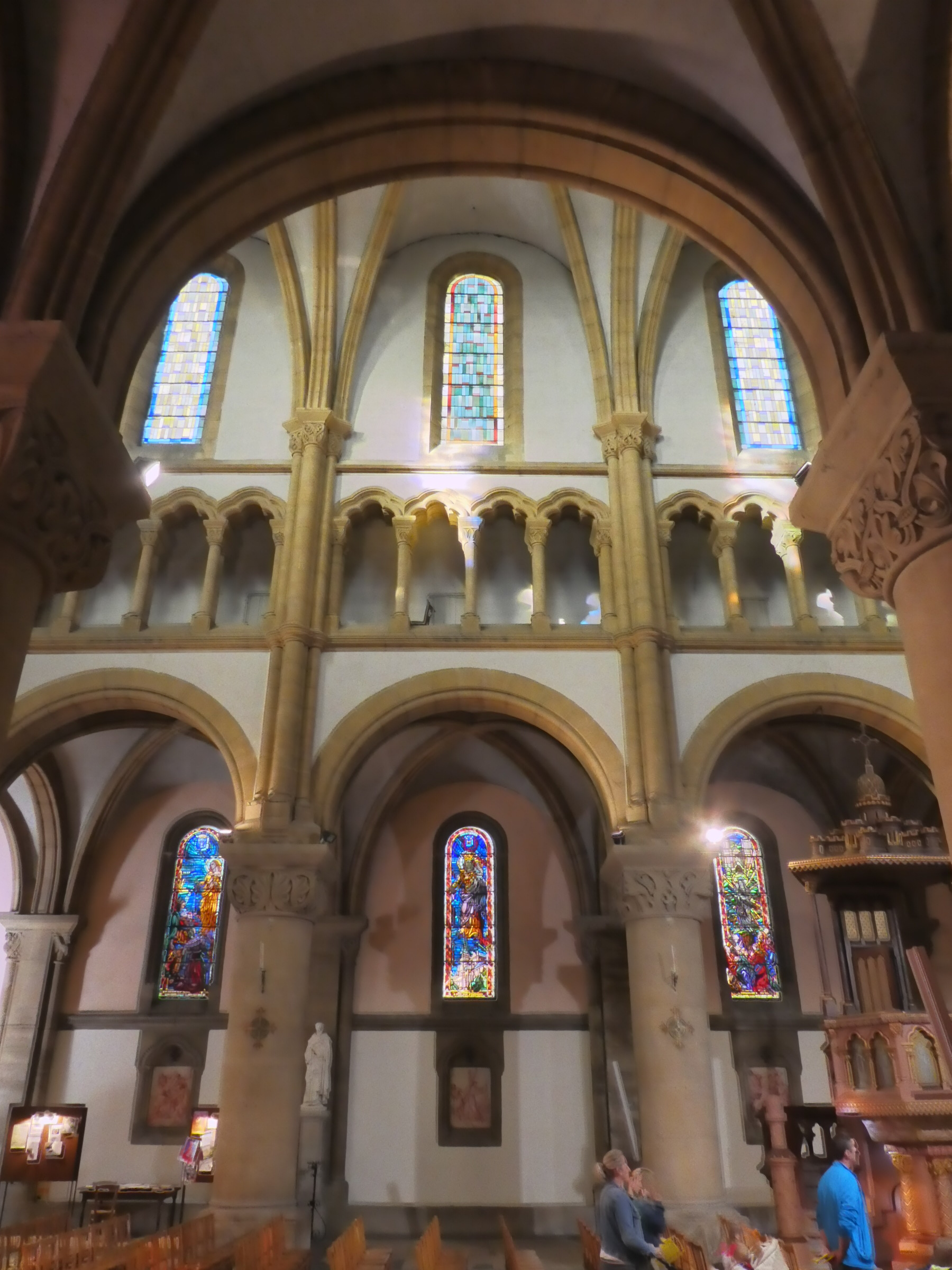
Nef vue depuis le bas-côté
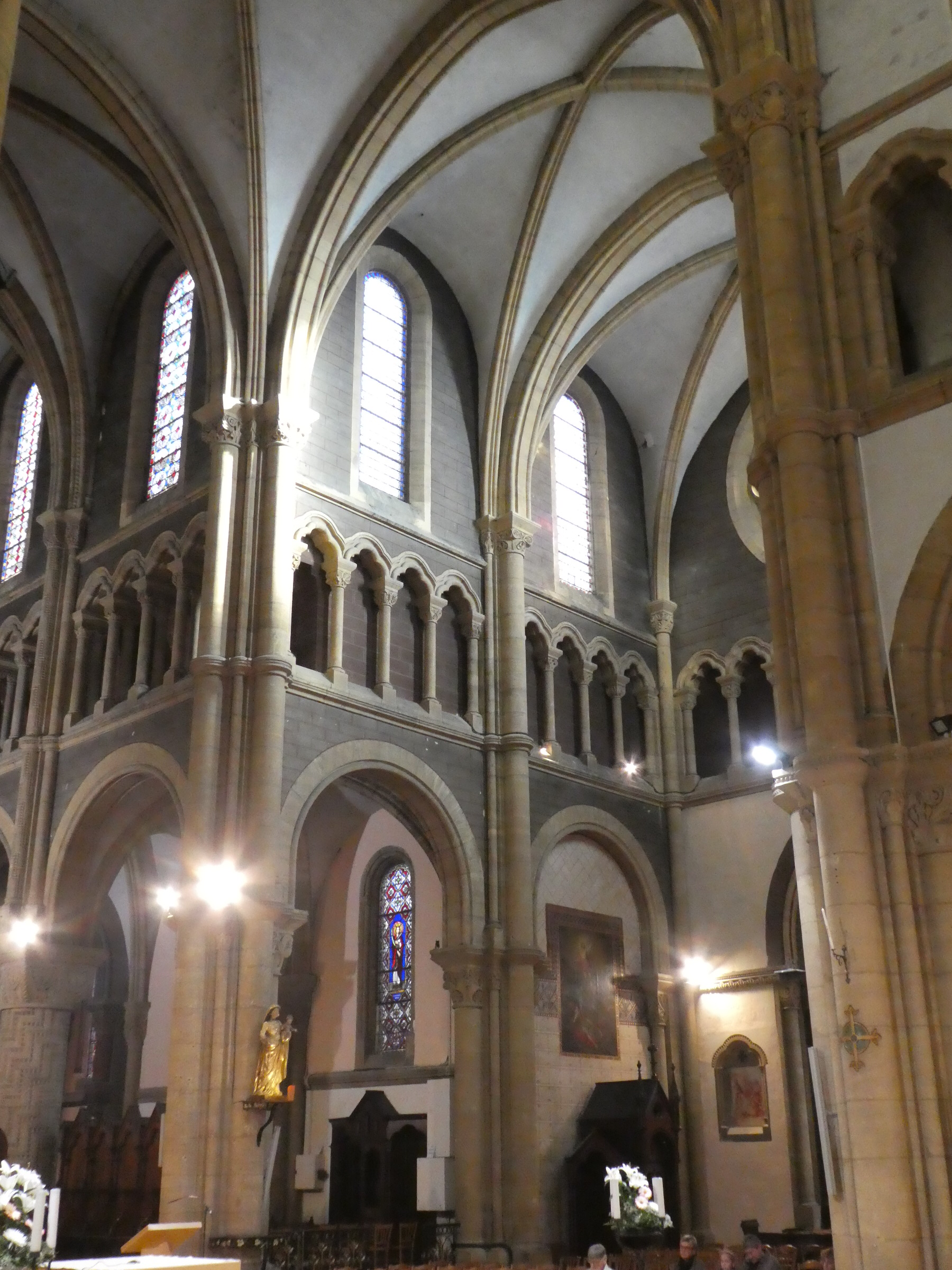
Transept
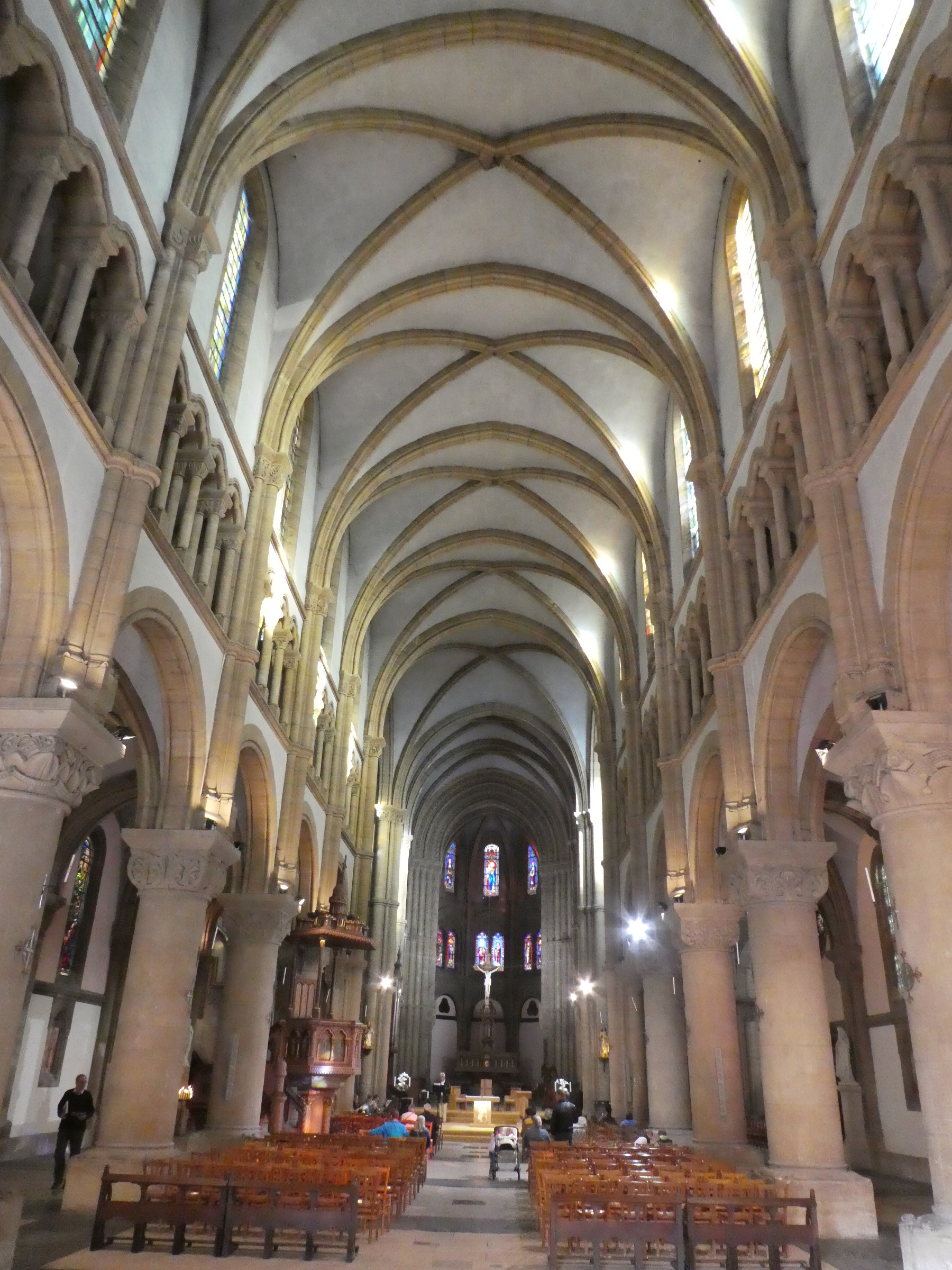
Nef

## Dégradations
En 2018, le site est contraint de fermer ses portes en raison de sévères dégradations.

## Décoration

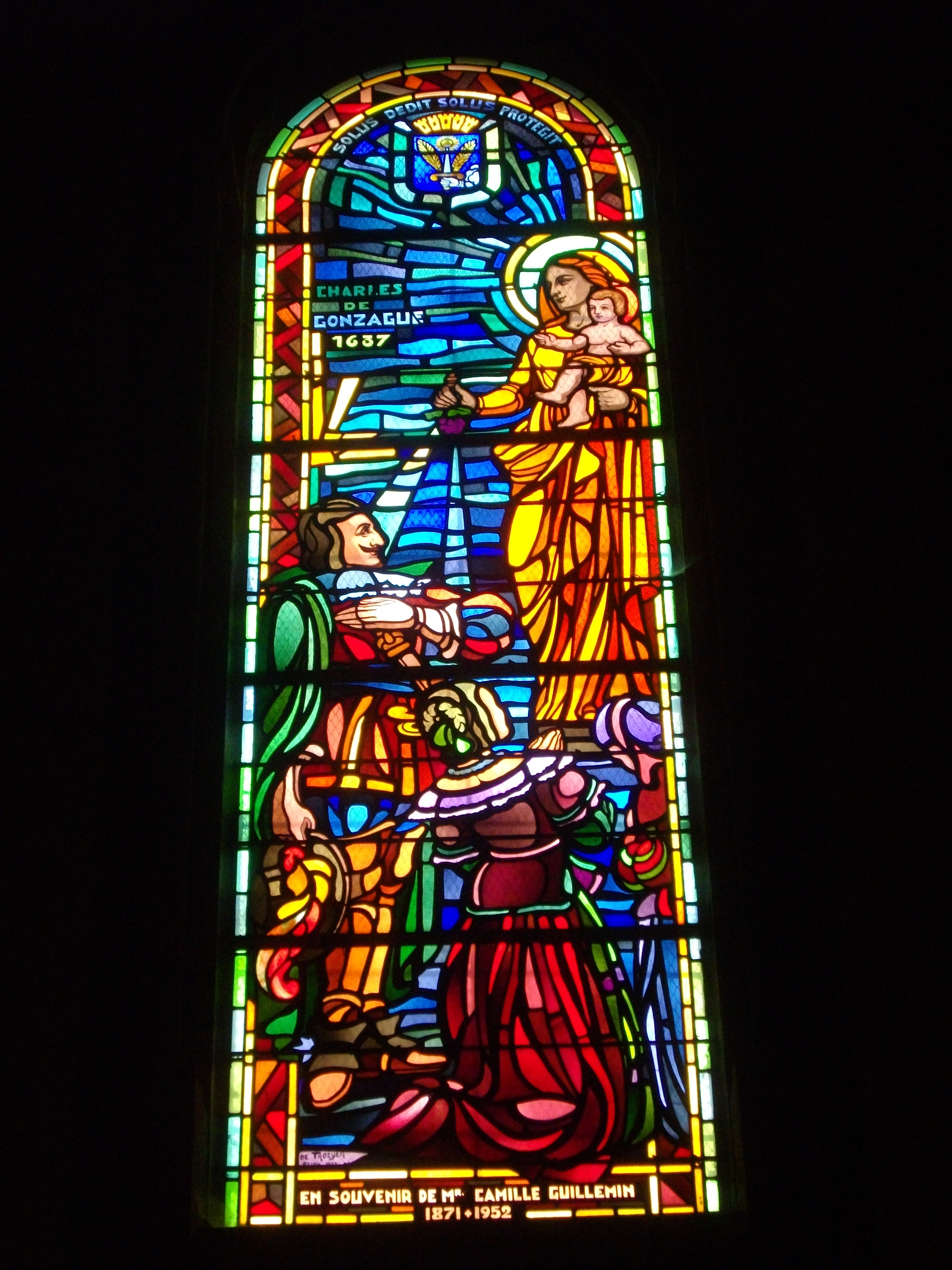
Vitraux par
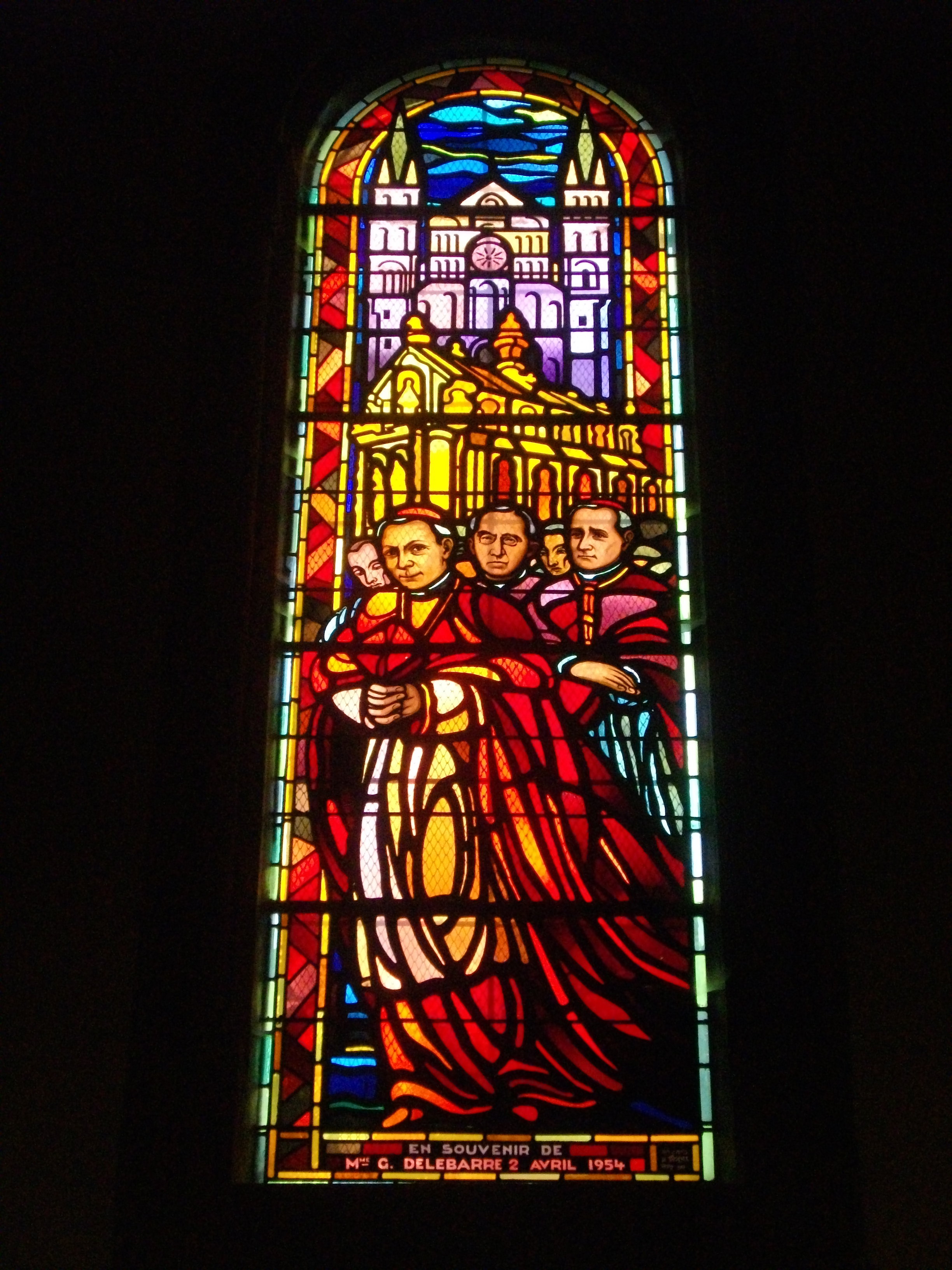
l'atelier de Troyer[4].
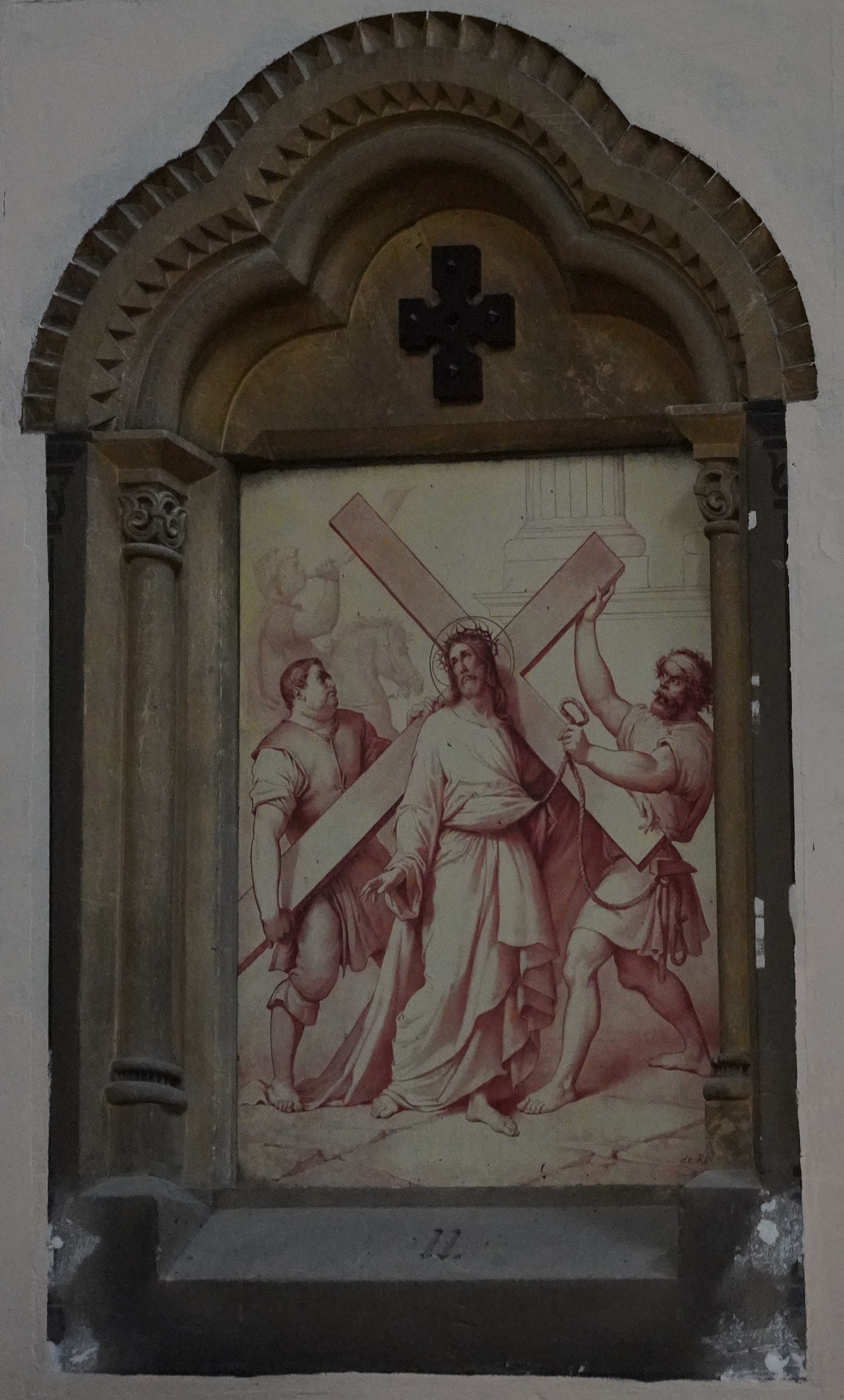
Chemin de croix par
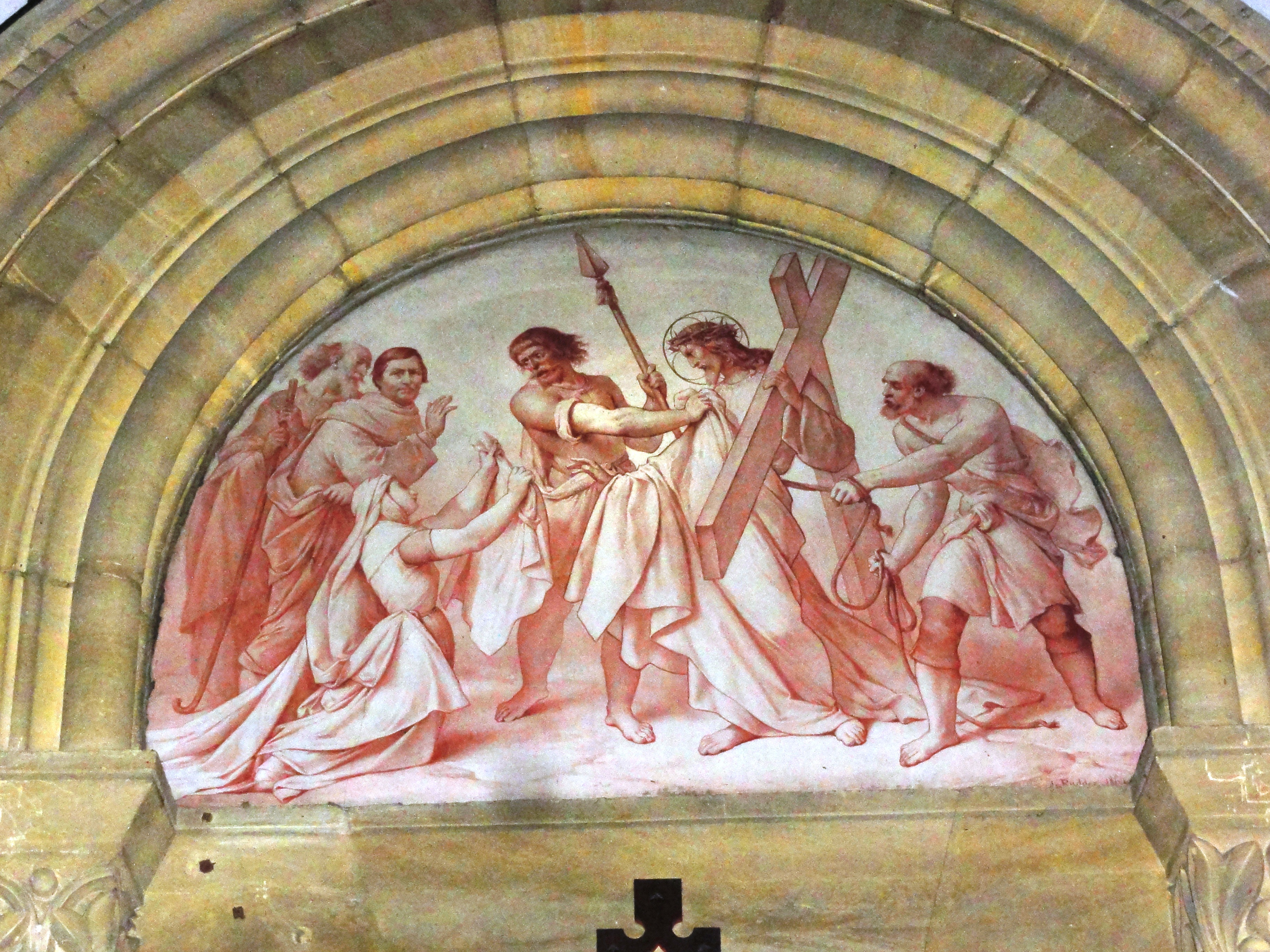
Louis-Henri de Rudder.

## Orgues
Elle possède un orgue de tribune construit par Pierre Schyven de Bruxelles et un orgue de chœur d'Aristide Cavaillé-Coll classé M.H. tant pour son buffet que pour sa partie instrumentale.

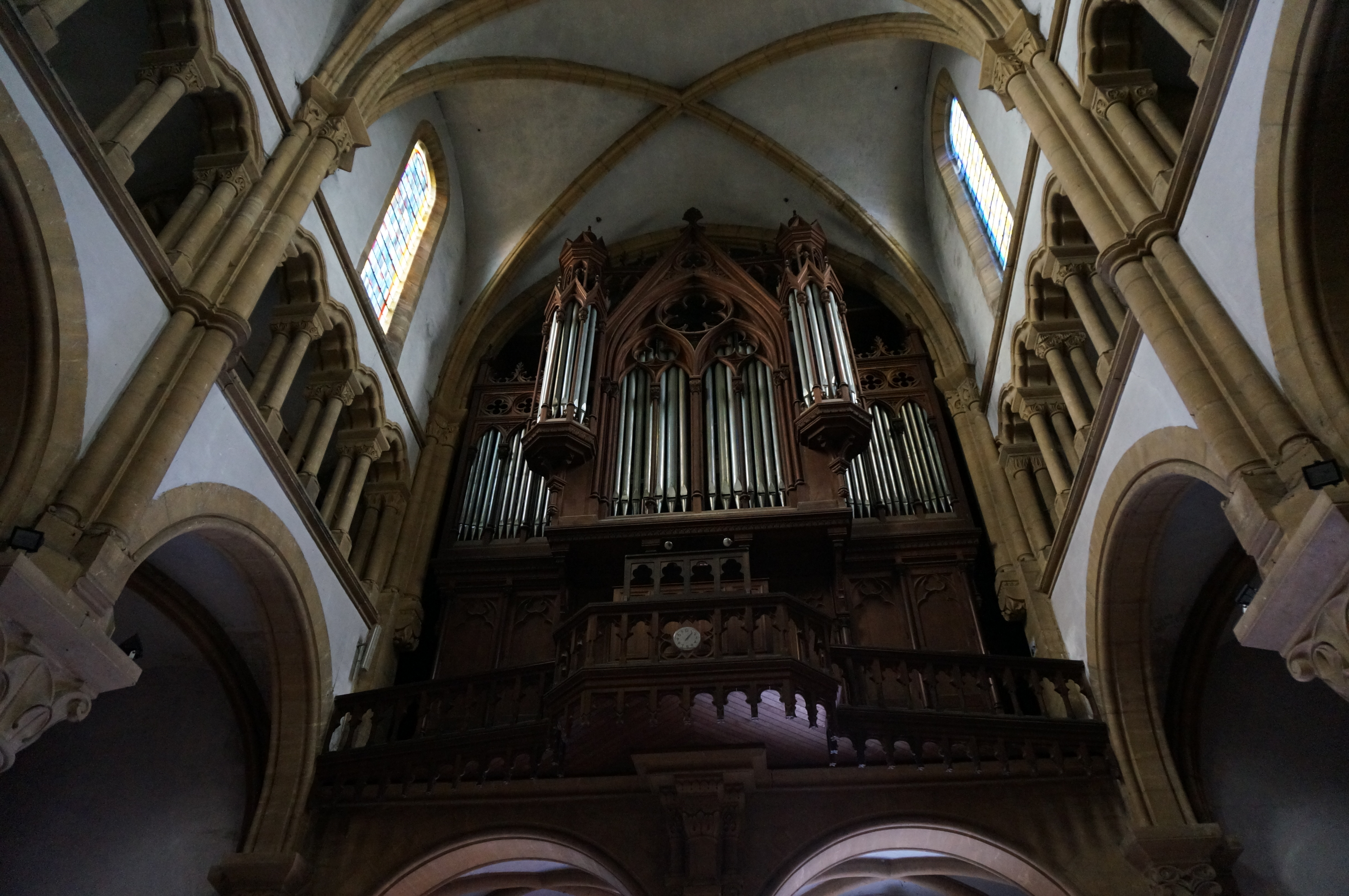
Orgues de tribune Schyven.
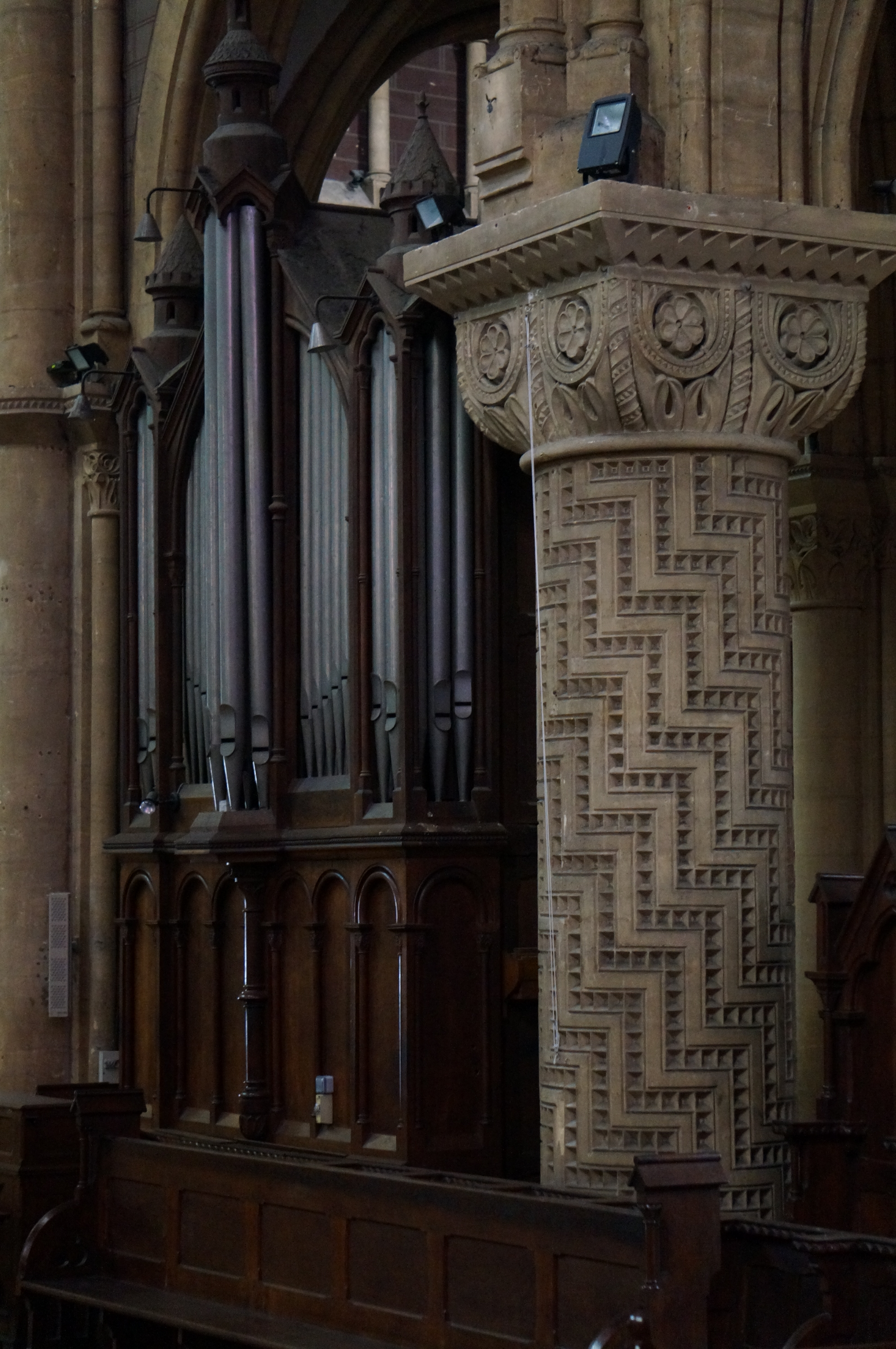
orgues de chœur.